# Fuerte de Chittorgarh
El fuerte de Chittorgarh, también conocido como Chittorgarh o fuerte de Chittod, es uno de los fuertes más grandes de la India. El fuerte fue la capital del reino de Mewar y está ubicado en la actual ciudad de Chittorgarh. Se extiende sobre una colina de  180 m de altitud repartida en un área de  280 ha sobre las llanuras del valle drenado por el río Berach. El fuerte comprende 65 edificaciones históricas, que incluyen cuatro palacios, 19 grandes templos, 20 cuerpos de agua grandes, 4 monumentos conmemorativos y varias torres de la victoria.
En 2013, en la 37.ª sesión del Comité del Patrimonio Mundial celebrada en Phnom Penh, Camboya, el fuerte de Chittorgarh, junto con otros cinco fuertes de Rajastán, fue declarado Patrimonio de la Humanidad por la UNESCO, como parte de un grupo llamado «Fuertes de las colinas del Rajastán».

## Geografía
La ciudad de Chittorgarh está ubicada en la parte sur del estado de Rajasthan, a 233 km de Ajmer, a mitad de camino entre Delhi y Mumbai en la National Highway 8  en la red de carreteras del Golden Quadrilateral. Chittorgarh está situada en la intersección de las carreteras nacionales n.º 76 y 79.
El fuerte se eleva abruptamente sobre las llanuras circundantes y  comprende un área de 2,8 kilómetros cuadrados (1,1 mi²). El fuerte se encuentra en una colina de 180 metros (196,9 yd) de altitud. Está situado en la margen izquierda del río Berach (un afluente del río Banas) y está vinculado a la nueva ciudad de Chittorgarh (conocida como la 'Ciudad Baja') desarrollada en las llanuras después de 1568 cuando el fuerte quedó desierto a causa de la introducción de la artillería en el siglo XVI y, por lo tanto, la capital se trasladó a la más segura Udaipur, ubicada en la vertiente oriental de la cordillera Aravalli. El tercer emperador mogol de la India, Akbar (r. 1556-1605) atacó y saqueó este fuerte, que no era más que uno de los 84 fuertes de Mewar, pero la capital se trasladó a las colinas de Aravalli, donde la artillería pesada y la caballería no eran tan efectivas. Un camino sinuoso de más de 1 km de largo desde la nueva ciudad conduce a la puerta principal en el extremo oeste del fuerte, llamada Ram Pol. Dentro del fuerte, un camino circular brinda acceso a todas las puertas y a los monumentos ubicados dentro de los muros del fuerte.
El fuerte que alguna vez se jactó de tener 84 cuerpos de agua, ahora solo tiene 22. Esos cuerpos de agua son alimentados por la captación natural y la lluvia, y tienen un almacenamiento combinado de 4,0 hm³ que podrían satisfacer las necesidades de agua de un ejército de 50.000 hombres durante cuatro años. Esos cuerpos de agua son estanques, pozos y pozos escalonados.

## Historia

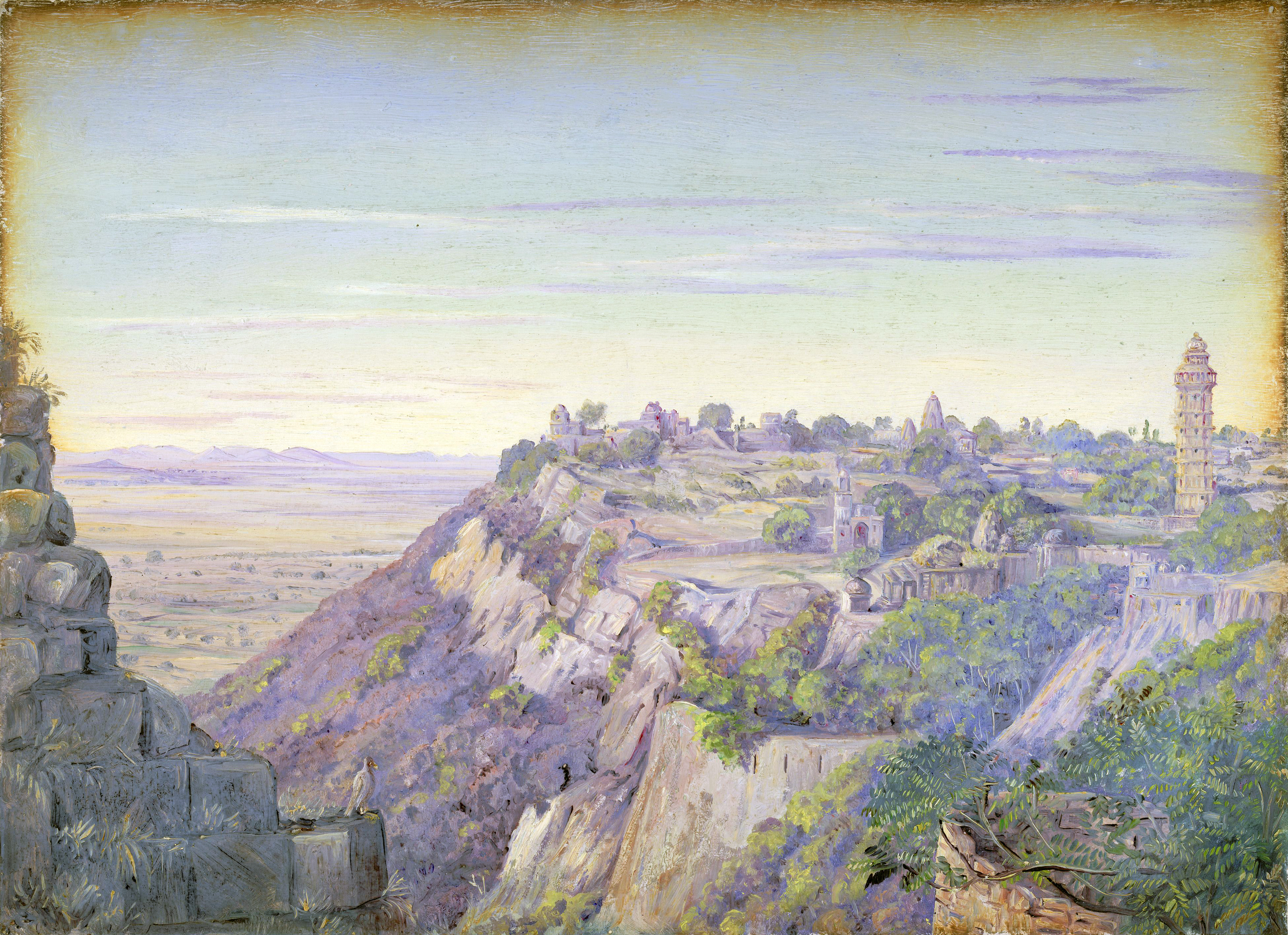
Una pintura del fuerte, 1857

Chittorgarh (garh, significa fuerte) originalmente se llamaba Chitrakut. Se dice que fue construida por un gobernante local de Mori Rajput, Chitrangada Mori. Según una leyenda, el nombre del fuerte derivaría de su constructor. Otra leyenda popular atribuye la construcción del fuerte al héroe legendario Bhima, y quiere que Bhima golpease el suelo aquí, lo que provocaría que el agua brotara para formar un gran depósito. El cuerpo de agua supuestamente formado por Bhima es un estanque artificial llamado Bhimlat Kund. En la orilla del lago Jaimal Patta se encontraron varias pequeñas estupas budistas que datan del siglo IX basados en la ewscritura.
Se dice que el gobernante guhila Bappa Rawal capturó el fuerte en 728 o 734. Un relato afirma que recibió el fuerte en dote.  Según otras versiones de la leyenda, Bappa Rawal capturó el fuerte bien de manos de los  mlechchhas o de los Moris.  El historiador R. C. Majumdar argumenta que los moris (mauryas) gobernaban en Chittor cuando los árabes (mlechchhas) invadieron el noroeste de la India alrededor del año 725.  Los árabes derrotaron a los moris y, a su vez, fueron derrotados por una confederación que incluía a Bappa Rawal. A su vez R. V. Somani hipotetiza que Bappa Rawal era parte del ejército de Nagabhata I. Algunos historiadores dudan de la historicidad de esa leyenda, argumentando que los guhilas no controlaban Chittor antes del reinado de Allata, un gobernante posterior. La inscripción guhila más antigua descubierta en Chittor corresponde al reinado de Tejasimha (mediados del siglo XIII); menciona «Chitrakuta -maha-durga» (el gran fuerte de Chittor).

### Asedio de 1303
En 1303, Alauddin Khalji, gobernante del sultanato de Delhi, dirigió un ejército para conquistar Chittorgarh, que estaba entonces gobernada por el rey de la dinastía Guhila Ratnasimha. Alauddin capturó Chittor después de un largo asedio de ocho meses. Según su cortesano Amir Khusrow, ordenó una masacre de 30 000 hindúes locales después de esta conquista.  Algunas leyendas posteriores afirman que Alauddin invadió Chittor para capturar a Padmini, la hermosa reina de Ratnasimha, pero la mayoría de los historiadores modernos han rechazado la autenticidad de esas leyendas.  Otras leyendas afirman también que Padmini y otras mujeres se suicidaron por jauhar (autoinmolación en masa). El historiador Kishori Saran Lal cree que ocurrió un jauhar en Chittorgarh después de la conquista de Alauddin, aunque descarta la leyenda de Padmini como no histórica.  Por otro lado, el historiador Banarsi Prasad Saksena considera esta narración de un jauhar como una invención de escritores posteriores, porque Cosroes no menciona ningún jauhar en Chittorgarh, aunque si refirió el jauhar durante la temprana conquista de Ranthambore.
Alauddin asignó Chittorgarh a su joven hijo Khizr Khan (o Khidr Khan), y el fuerte de Chittorgarh pasó a llamarse "Khizrabad" en honor al príncipe. Como Khizr Khan era solo un niño, la administración real fue entregada a un esclavo llamado Malik Shahin.

### Rana Hammir y sucesores
El gobierno de Khizr Khan en el fuerte duró hasta 1311 y debido a la presión de los rajputs, se vio obligado a confiar el poder al jefe de Sonigra, Maldeva, quien ocupó el fuerte durante 7 años.  Hammir Singh (r. (1326-1364) usurpó el control del fuerte desde Maldeva y Chittor, una vez más, recuperó su gloria pasada. Hammir, antes de su muerte en 1378, había convertido a Mewar en un reino bastante grande y próspero. La dinastía (y el clan) engendrado por él llegó a ser conocido con el nombre de Sisodia por el pueblo donde nació. Su hijo Kshetra Singh (c. 1364-c.1382) lo sucedió y gobernó con honor y poder. El hijo de Ketra Singh, Lakha (r. 1382-1421), que ascendió al trono en 1382, también ganó varias guerras. Su famoso nieto Rana Kumbha (r. 1433-1468) llegó al trono en 1433 y en ese momento los gobernantes musulmanes de Malwa y Gujarat ya habían adquirido una influencia considerable y estaban ansiosos por usurpar el poderoso estado de Mewar.

### Rana Kumbha y clan

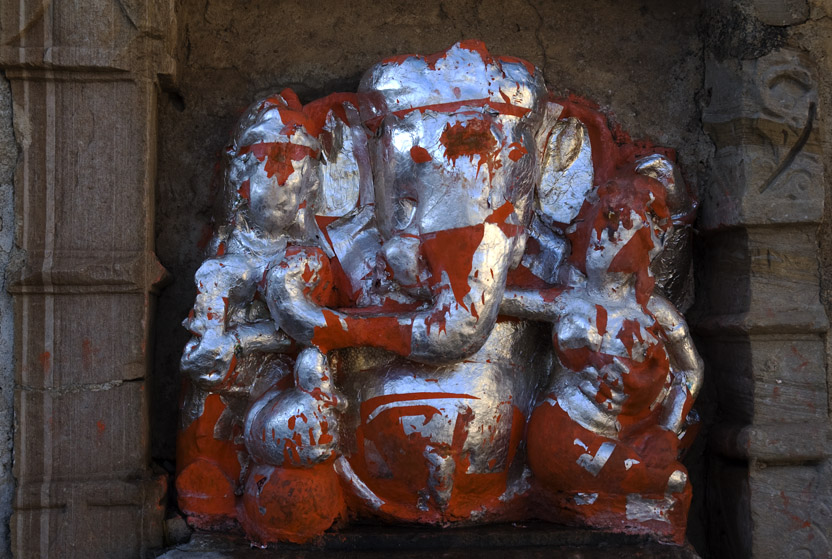
Estatua de Ganesh en el fuerte de Chittorgarh

Hubo un resurgimiento durante el reinado de Rana Kumbha en el siglo XV. Rana Kumbha, también conocido como Maharana Kumbhakarna, hijo de Rana Mokal (r. 1421-1433), gobernó Mewar entre 1433 y 1468. Se le atribuye la construcción asidua del reino de Mewar como una fuerza a tener en cuenta. Construyó 32 fuertes (84 fortalezas formaron la defensa de Mewar) incluyendo uno en su propio nombre, llamado Kumbalgarh. Su hermano Rana Raimal asumió las riendas del poder en 1473.[cita requerida] Después de su muerte en mayo de 1509, su hijo menor, Sangram Singh (también conocido como Rana Sanga), se convirtió en el gobernante de Mewar, lo que trajo una nueva fase en la historia de Mewar.

### Chittorgarh bajo Rana Sanga
Rana Sanga ascendió al trono en 1509 después de una larga lucha con sus hermanos. Fue un rey ambicioso bajo el cual Mewar alcanzó su cenit en poder y prosperidad. La fuerza de los rajput bajo Rana Sanga también alcanzó su cenit y amenazaba con revivir su poder nuevamente en el norte de la India.  Estableció un reino fuerte desde Satluj, en el Punjab, en el norte, hasta el río Narmada en el sur, en Malwa. Y tras conquistar Malwa y el desierto de Thar, al oeste, y hasta Bayana al este. En su carrera militar derrotó a Ibrahim Lodhi en la batalla de Khatoli y logró liberar la mayor parte del Rajastán junto con eso, marcó su control sobre partes de Uttar Pradesh, incluido Chandwar; les dio la parte de Uttar Pradesh a su aliado Rao Manik Chand Chauhan, quien luego lo apoyó en la batalla de khanwa.  Después de eso, Rana Sanga luchó en otra batalla con Ibrahim Lodhi conocida como batalla de Dholpur, donde nuevamente la confederación rajput obtuvo la victoria. Esta vez, después de su victoria, Sanga conquistó gran parte de Malwa junto con Chanderi y se lo otorgó a uno de sus vasallos Medini Rai. Rai gobernó Malwa con Chanderi como su capital. Sanga también invadió el Gujarat con 50.000 confederados rajput unidos por sus tres aliados. Saqueó el sultanato de Gujarat y persiguió al ejército musulmán hasta la capital, Ahmedabad. Se anexionó con éxito del norte de Gujarat y nombró a uno de sus vasallos para gobernar allí. Después de la serie de victorias sobre los sultanes, estableció con éxito su soberanía sobre Rajastán, Malwa y gran parte del Gujarat.  Después de esas victorias, unió a varios estados rajput del norte de la India para expulsar a  Babur de la India y restablecer el poder hindú en Delhi.  Avanzó con un gran ejército de 100 000 rajputs apoyado por unos pocos afganos para expulsar a Babur y expandir su territorio anexionándose de Delhi y Agra.   La batalla se libró por la supremacía del norte de la India entre los rajputs y los mogoles.
Sin embargo, la confederación rajput sufrió una derrota desastrosa en Khanwa debido a la superioridad de Babur como general y a sus modernas tácticas. La batalla fue más histórica que la Primera Batalla de Panipat.ya que estableció firmemente el gobierno de los mogoles en India mientras aplastaba a los potencias rajput reemergentes. La batalla también fue la primera en que se utilizaron de forma amplia cañones, arcabuces con llave de mecha, pistolas giratorios y morteros.
Rana Sanga fue sacado del campo de batalla en un estado inconsciente por sus vasallos Prithviraj Singh I de Jaipur y Maldeo Rathore de Marwar. Después de recuperar la conciencia, juró no volver nunca a Chittorgarh hasta que derrotara a Babur y conquistara Delhi. También dejó de usar turbante y solía envolver su cabeza con telas. Mientras se preparaba para emprender otra guerra, fue envenenado por sus propios nobles que no querían otra batalla con Babur. Murió en Kalpi en enero de 1528.
Después de su derrota, su vasallo Medini Rai fue derrotado por Babur en la batalla de Chanderi y Babur capturó la capital del reino de Rai Chanderi. A Medini se le había ofrecido retirarse a Shamsabad en lugar de Chanderi, ya que era históricamente importante en la conquista de Malwa, pero Rai rechazó la oferta y eligió morir luchando. Las mujeres y los niños rajputs se autoinmolaron para salvar su honor frente al ejército musulmán. Después de la victoria, Babur capturó Chanderi junto con Malwa, que estaba gobernada por Rai.

### Asedio de 1535
Bahadur Shah (r. 1526-1535 y r. 1536-1537), que accedió al trono en 1526, siendo sultán de Gujarat sitió el fuerte de Chittorgarh en 1535. El fuerte fue saqueado y, una vez más, los dictados medievales de la caballería determinaron el resultado. Tras la huida a Bundi de Rana, de su hermano Udai Singh y de la fiel doncella Panna Dhai, se dice que 13 000 mujeres rajput cometieron jauhar (autoinmolación en la pira funeraria) y 3200 guerreros rajput salieron corriendo del fuerte para luchar y murieron en la batalla que se entabló.

### Asedio de 1567

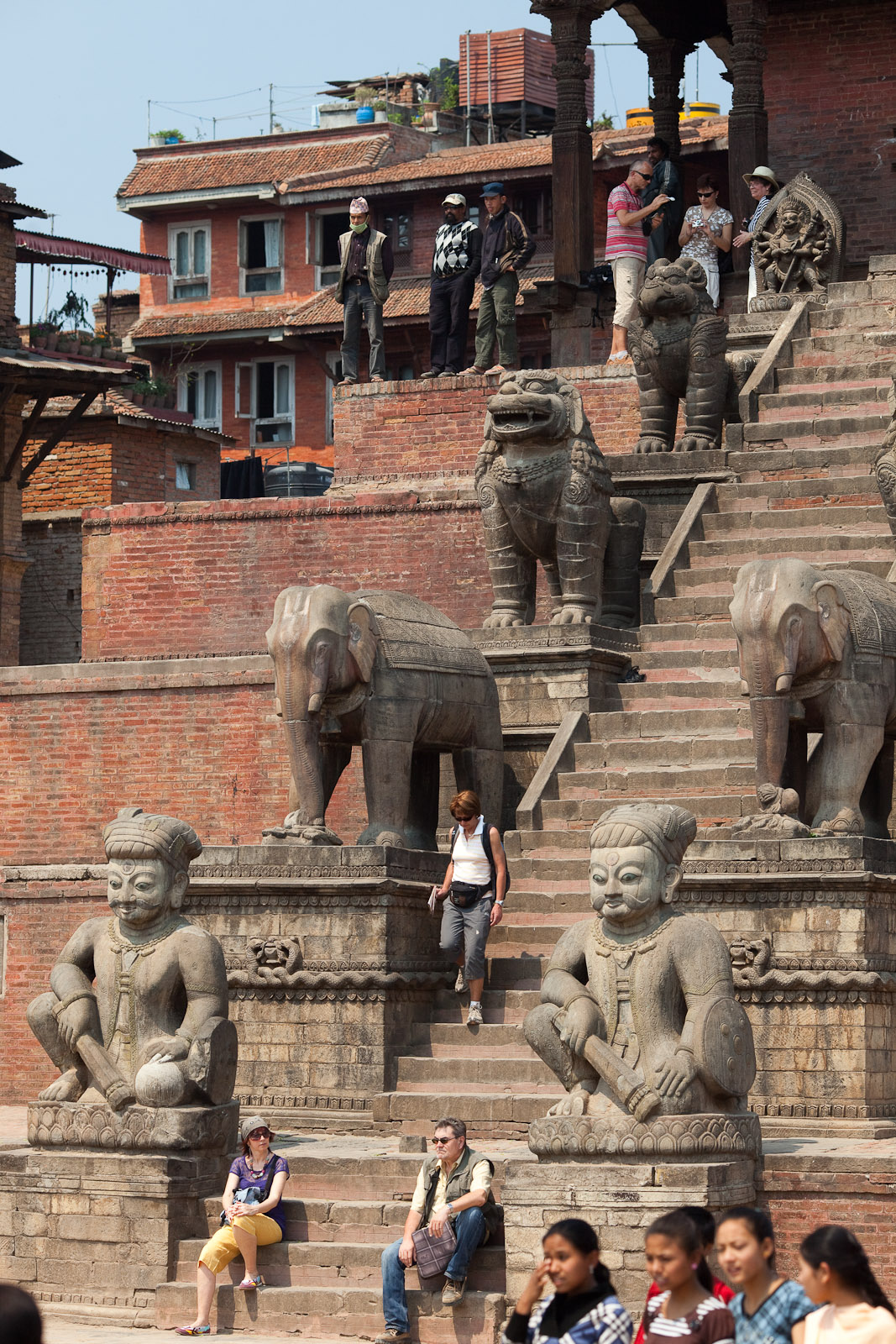
Estatuas de los guerreros rajput Rao Jaimal y Patta (Rajasthan) en el templo de Nyatapola, Bhaktapur Nepal

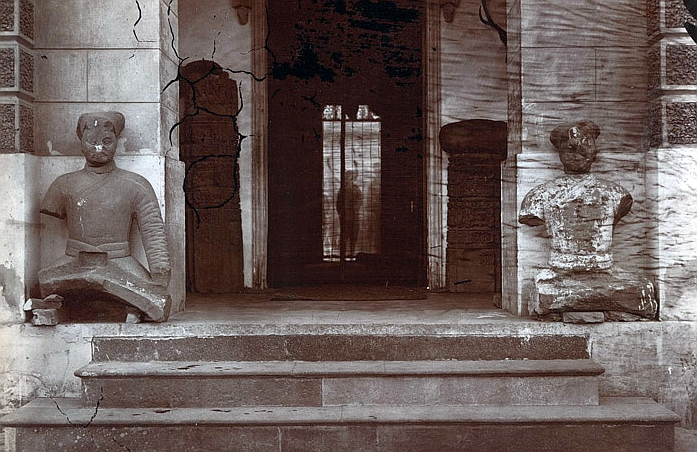
Rao Jaimal y Patta (Rajasthan), montados en un par de elefantes de mármol negro que se encontraban fuera de la Puerta de Delhi en el Fuerte Rojo. Originalmente se encontraba fuera del fuerte de Agra

El asedio final de Chittorgarh se produjo 33 años después, en 1567, cuando el tercer emperador mogol de la India, Akbar (r. 1556-1605) atacó el fuerte. Akbar quería conquistar Mewar, que estaba siendo gobernada por Rana Uday Singh II (r. 1540-1572) para acceder fácilmente a los puertos del Gujarat y establecer una ruta comercial.
Shakti Singh, hijo de Rana que se había peleado con su padre, se escapó y se acercó a Akbar cuando este acampaba en Dholpur preparándose para atacar Malwa. Durante una de esas reuniones, en agosto de 1567, Shakti Singh dedujo de un comentario hecho en broma por el emperador Akbar que tenía la intención de hacer la guerra contra Chittorgarh. Akbar le había dicho a Shakti Singh en broma que, dado que su padre no se había sometido ante él como otros príncipes y jefes de la región, lo atacaría. Sorprendido por esta revelación, Shakti Singh se apresuró a regresar silenciosamente a Chittorgarh e informó a su padre de la inminente invasión de Akbar. Akbar estaba furioso con la partida de Shakti Singh y decidió atacar a Mewar para humillar la arrogancia de los Ranas.
En septiembre de 1567, el emperador partió hacia Chittorgarh y el 20 de octubre de 1567 acampó en las vastas llanuras fuera del fuerte. Mientras tanto, Rana Udai Singh, siguiendo el consejo de su consejo de asesores, decidió irse de Chittor a las colinas de Gogunda con su familia. Jaimal y Patta se quedaron atrás para defender el fuerte junto con 8000 soldados rajput bajo su mando. Akbar puso sitio a la fortaleza, que resistió 4 meses.
El 22 de febrero de 1568, Jaimal fue muerto por un disparo de mosquete disparado por el propio Akbar.[cita requerida] Jauhar fue internado en las casas de Patta, Aissar Das y Sahib Khan. Al día siguiente, se abrieron las puertas del fuerte y los soldados rajput salieron corriendo para luchar contra los enemigos. En la batalla que siguió, el ejército de Chittorgarh sucumbió junto con entre 20−25 000  civiles y Chittorgarh fue conquistada.

### Tratado de paz mogol-rajput de 1616
En 1616, después de un tratado acordado entre el nuevo emperador mogol Jahangir (r. 1605-1627) y Amar Singh I, Jahangir devolvió Chittorgarh a Amar Singh.
El fuerte fue reformado en 1905 durante el Raj británico.

## Recintos

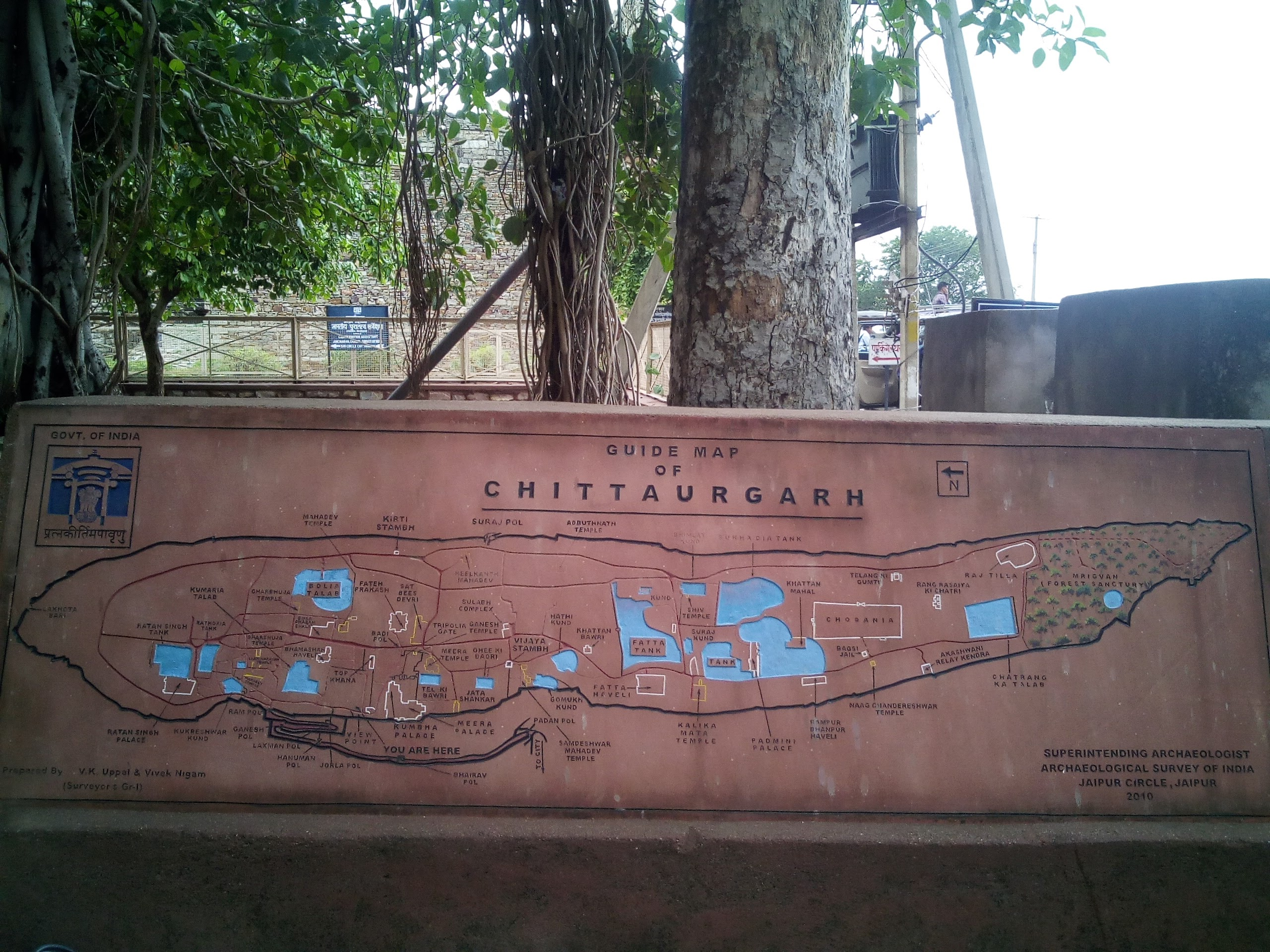
Mapa del fuerte de Chittorgarh

El fuerte, que tiene la forma aproximada de un pez, tiene una circunferencia de 13 km con una longitud máxima de 5 km  y comprende un área de 700 acres.[cita requerida]  Se accede al fuerte a través de un difícil ascenso en zig-zag de más de  1 km desde las llanuras, tras cruzar un puente de piedra caliza que franquea el río Gambhiri y que está sostenido por diez arcos (uno tiene una forma curva mientras que el resto tiene arcos apuntados). Aparte de las dos altas torres que dominan las majestuosas fortificaciones, el creciente fuerte tiene una plétora de palacios y templos (muchos de ellos en ruinas) dentro de sus recintos.
El sitio protegido por la UNESCO tiene 305 hectáreas, con una zona de amortiguamiento de 427 hectáreas, y abarca la fortaleza fortificada de Chittorgarh, una fortaleza espaciosa ubicada en una meseta rocosa aislada de aproximadamente 2 km de largo y 155 m de ancho.
Está rodeado por un muro perimetral de 13 km de largo, más allá del cual un escarpe de unos 45° lo hace casi inaccesible para los enemigos. El ascenso al fuerte pasa por siete puertas construidas por el gobernante Mewar Rana Kumbha (1433-1468) del clan Sisodia. Esas puertas se llaman, desde la base hasta la cima de la colina, Paidal Pol, Bhairon Pol, Hanuman Pol, Ganesh Pol, Jorla Pol, Laxman Pol y Ram Pol, la puerta final y principal.
El complejo del fuerte comprende 65 edificaciones históricas, entre ellas 4 complejos palaciegos, 19 templos principales, 4 monumentos conmemorativos y 20 cuerpos de agua funcionales. Puede dividirdr en dos grandes fases de construcción. El primer fuerte de la colina, con una única entrada principal, se estableció en el siglo V y se fortificó sucesivamente hasta el siglo XII. Sus restos son claramente visibles en los bordes occidentales de la meseta. La segunda estructura de defensa, más importante, se construyó en el siglo XV durante el reinado de los rajputs de Sisodia, cuando la entrada real se reubicó y se fortificó con siete puertas, y  se construyó el muro de fortificación medieval sobre un muro anterior del siglo XIII.
Además del complejo palaciego, ubicado en el terreno más alto y seguro al oeste del fuerte, muchas de las otras edificaciones importantes, como el templo Kumbha Shyam, el templo Mira Bai, el templo Adi Varah, el templo Shringar Chauri y el memorial Vijay Stambh se construyeron en esa segunda fase. En comparación con las adiciones posteriores de los gobernantes de Sisodia durante los siglos XIX y XX, la fase de construcción predominante ilustra un estilo rajput comparativamente puro, combinado con un eclecticismo mínimo, como las subestructuras abovedadas que fueron tomadas de la arquitectura del Sultanato. Los muros de 4,5 km con refuerzos circulares integrados están construidos con mampostería de piedra labrada con mortero de cal y se elevan  500 m sobre la llanura. Con la ayuda de las siete puertas de piedra maciza, flanqueadas en parte por torres hexagonales u octogonales, el acceso al fuerte se restringe a un estrecho camino que asciende por la empinada colina a través de sucesivos pasajes de defensa cada vez más estrechos. La séptima y última puerta conduce directamente al área del palacio, que integra una variedad de edificaciones residenciales y oficiales. Rana Kumbha Mahal, el palacio de Rana Kumbha, es una gran edificación rajput doméstica y ahora incorpora el Kanwar Pade Ka Mahal (el palacio del heredero) y el posterior palacio del poeta Mira Bai (1498-1546). El área del palacio se amplió aún más en siglos posteriores, cuando se añadieron más edificios, como el palacio Ratan Singh (1528-1531) o el Fateh Prakash, también llamado Badal Mahal (1885-1930).

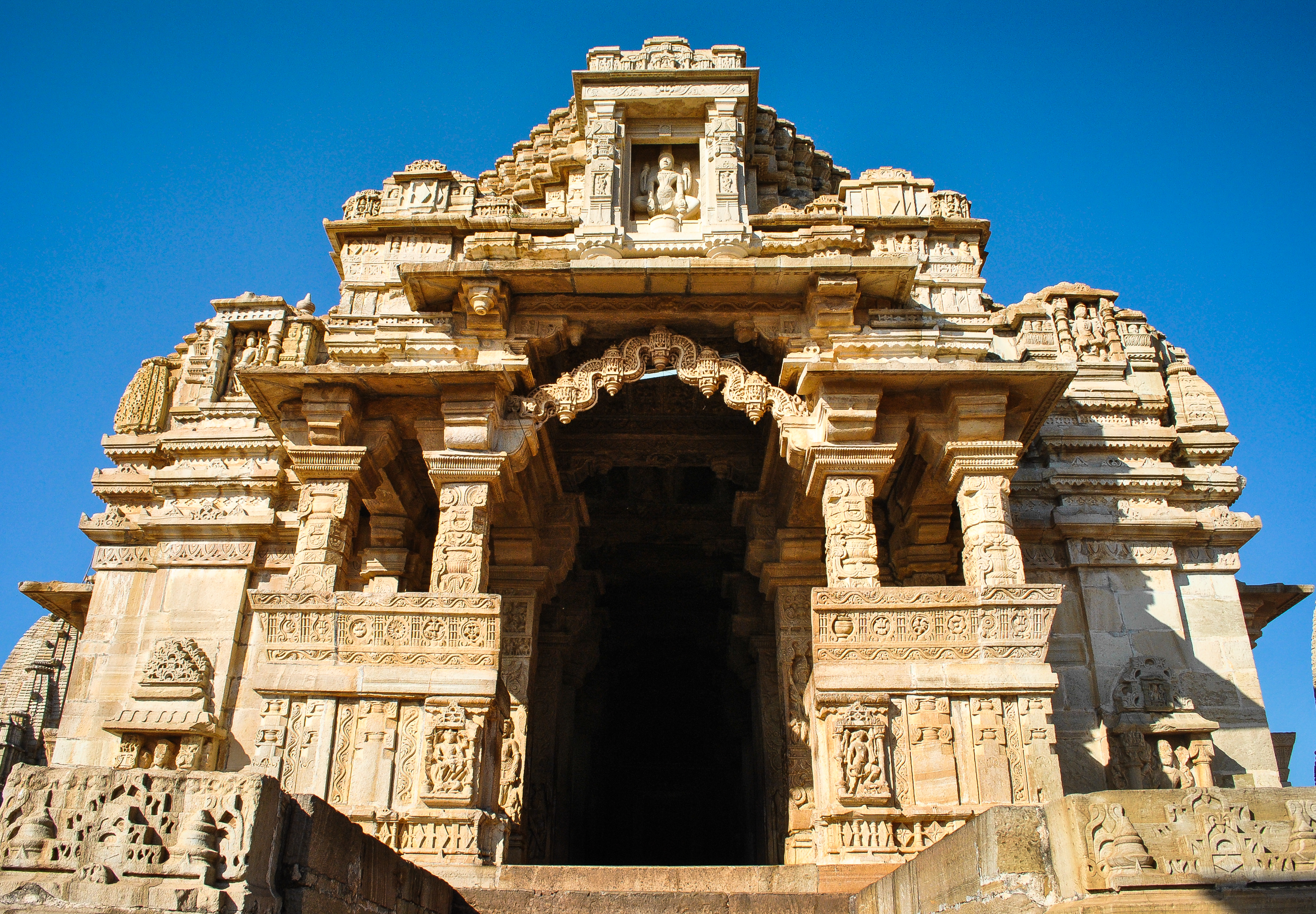
Templo jainista cerca de Kirti stambha

Aunque la mayoría de las edificaciones de los templos representan la fe hindú —los más destacados son el templo Kalikamata (siglo VIII), el templo Kshemankari (825-850), el templo Kumbha Shyam (1448) o el templo Adbuthnath (siglo XV-XVI)—, el fuerte de la colina también tiene templos jainistas, como Sattaees Devari, Shringar Chauri (1448) y Sat Bis Devri (mediados del siglo XV). También las dos torres conmemorativas, Kirti Stambh (siglo XII) y Vijay Stambha (1433-1468), son monumentos jainistas. Destacan con sus respectivas alturas de 24 m y 37 m, que aseguran su visibilidad desde la mayoría de los puntos del complejo fortificado. Finalmente, el complejo del fuerte alberga un distrito municipal contemporáneo de aproximadamente 3000 habitantes, que se encuentra cerca del  estanque Ratan Singh en el extremo norte de la propiedad.

### Puertas

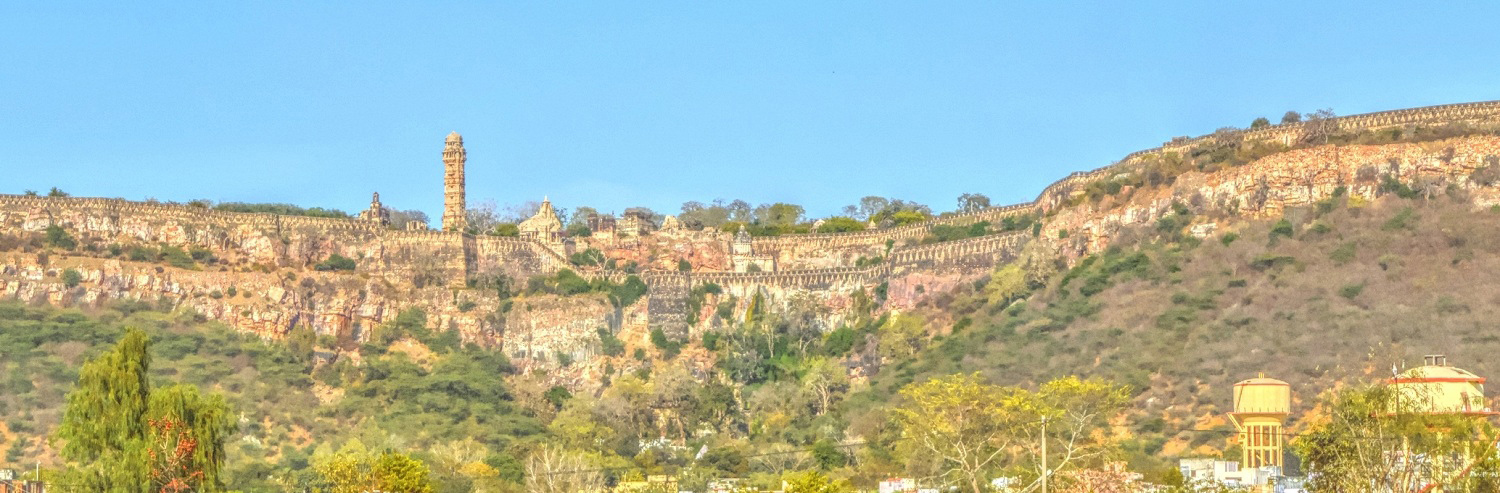
Una vista de la fortaleza desde la ciudad de Chittorgarh.

El fuerte tiene un total de siete puertas (Pol, en el idioma local) en el oeste: Padan Pol, Bhairon Pol, Hanuman Pol, Ganesh Pol, Jodla Pol, Laxman Pol, y la puerta principal llamada Ram Pol (puerta de Lord Rama). Todas las puertas de entrada al fuerte se construyeron como fortificaciones de piedra maciza seguras para su defensa militar. Las propias puertas de esas entradas, con arcos apuntados, están reforzadas para rechazar elefantes y cañonazos. La parte superior de las puertas tiene parapetos con aberturas para que los arqueros disparen al ejército enemigo. Un camino circular dentro del fuerte une todas las puertas y proporciona acceso a los numerosos monumentos (palacios en ruinas y 130 templos) en el fuerte.
A la derecha de la Suraj Pol está el Darikhana o Sabha (la cámara del consejo) detrás de la cual se encuentra un templo de Ganesha y el zenana (las residencias para las mujeres). Un gran depósito de agua se encuentra hacia la izquierda de la Suraj Pol. También hay una puerta peculiar, llamada Jorla Pol (puerta Unida), que consta de dos puertas unidas. El arco superior de la Jorla Pol está conectado a la base de la Lakshman Pol. Se dice[¿quién?] que esta característica no se ha registrado en ningún otro lugar de la India. El Lokota Bari es la puerta en el extremo norte del fuerte, mientras que en el extremo sur se ve una pequeña abertura que se usaba para arrojar criminales al abismo.

### Vijaya Stambha

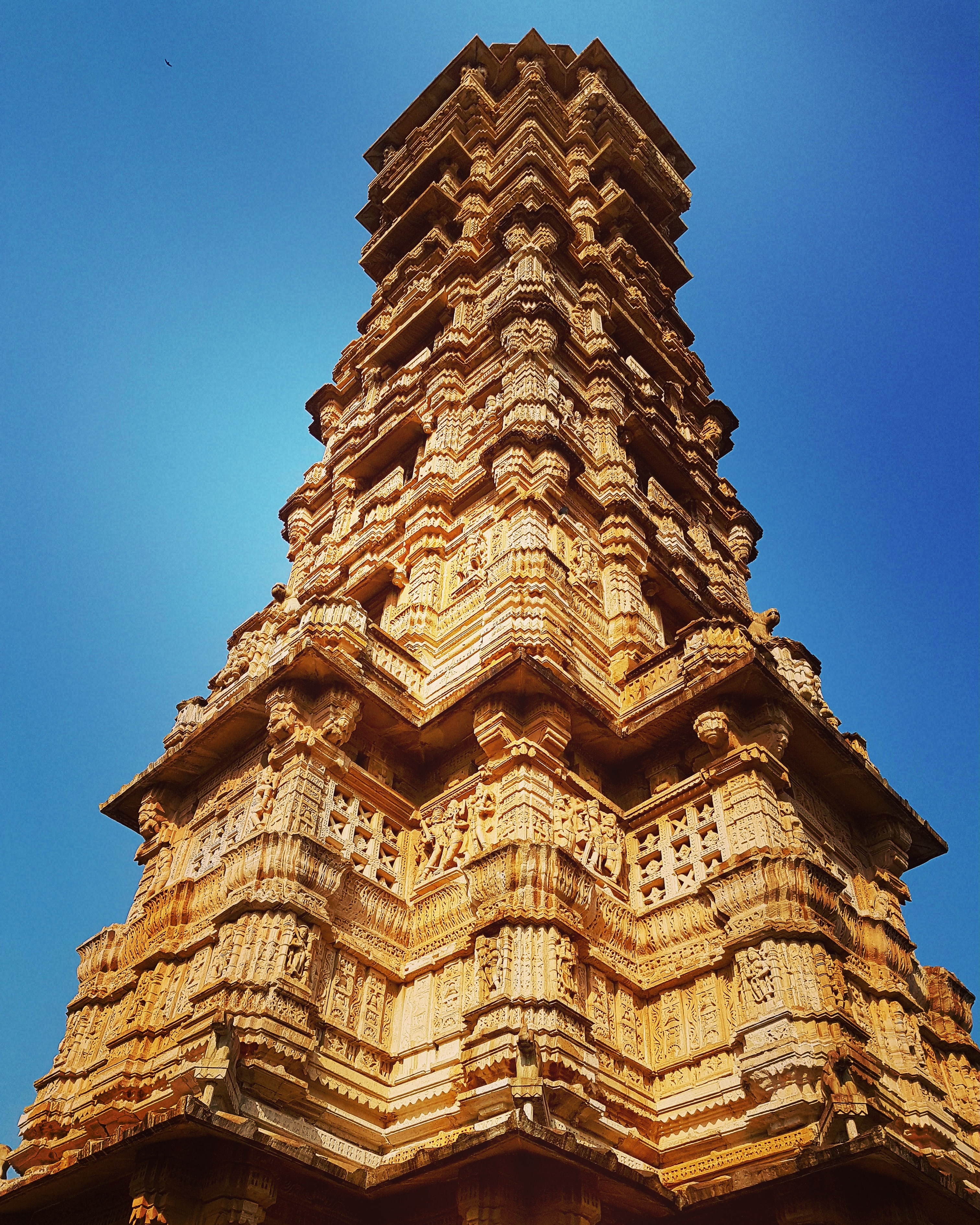
Vijaya Stambha

La Vijaya Stambha (lit. 'torre de la Victoria') o Jaya Stambha, considerada el símbolo de Chittorgarh y una expresión particularmente audaz de triunfo, fue erigida por Rana Kumbha entre 1458 y 1468 para conmemorar su victoria sobre Mahmud Shah I Khalji, el sultán de Malwa, en 1440.[cita requerida] Construida durante un período de diez años, se eleva hasta los 37,2 m sobre una base de 47 ft2 en nueve pisos a los que se accede a través de una estrecha escalera circular de 157 escalones (el interior también está tallado) hasta el octavo piso, desde donde hay una buena vista de las llanuras y la nueva ciudad de Chittorgarh.[cita requerida] La cúpula, que fue un añadido posterior, fue dañada por un rayo y reparada durante el siglo XIX. El Stambha ahora está iluminado durante las noches y ofrece una hermosa vista de Chittorgarh desde la cima.

### Kirti Stambha

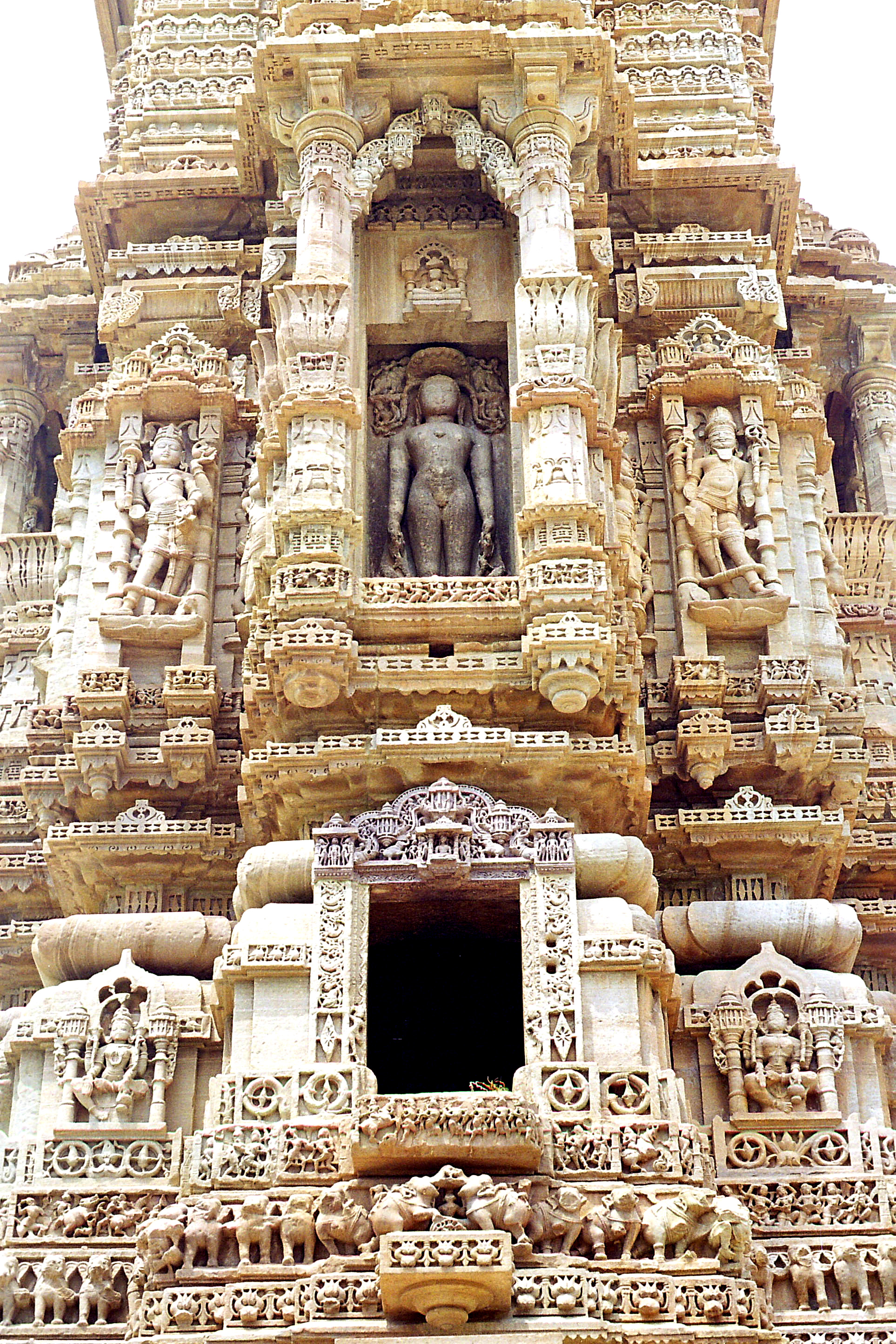
Detalles arquitectónicos del Kirti Stambh

Kirti Stambha (lit, 'torre de la Fama') es una torre de 22 m de altura (72  construida sobre una base de 30 pies (9,1 m) con 4,6 metros (5 yd) en la parte superior; está adornada con esculturas jainistas en el exterior y es más antigua (probablemente del siglo XII) y más pequeña que la orre de la Victoria.[cita requerida]  Construida por un comerciante jainita de Bagherwal,  Jijaji Rathod, está dedicada a Adinath, el primer  tirthankar  (reverenciado maestro jainita). En el piso más bajo de la torre, figuras de los diversos tirthankars del panteón jainita se ven en nichos especiales dispuestos para albergarlos. Estos son monumentos digambara. Una estrecha escalera con 54 peldaños conduce a través de los seis pisos hasta la cima. El pabellón superior que se añadió en el siglo XV tiene 12 columnas.

### Palacio de Rana Kumbha
El palacio de Rana Kumbha (en ruinas) está ubicado en la puerta de entrada cerca de Vijaya Stamba. El palacio incluía establos de elefantes y caballos y un templo al Señor Shiva. Maharana Udai Singh, el fundador de Udaipur, nació aquí; el folclore popular vinculado a su nacimiento es que su doncella Panna Dai lo salvó sustituyendo a su hijo en su lugar como señuelo, lo que resultó en que Banbir matara a su hijo.[cita requerida]  El príncipe fue llevado en una canasta de frutas. El palacio está construido con piedra revocada. La característica más notable del palacio es su espléndida serie de balcones con dosel. La entrada al palacio es a través de la Suraj Pol que conduce a un patio. Rani Meera, el famoso poeta-santo, también vivió en este palacio. Este es también el palacio donde se dice que Rani Padmini se condenó a la pira funeraria en uno de los sótanos subterráneos, como un acto de jauhar junto con muchas otras mujeres. El edificio Nau Lakha Bandar (literal: 'tesoro de nueve lakh'), el tesoro real de Chittorgarh, también se encontraba cerca. Ahora, frente al palacio hay un museo y una oficina arqueológica. El templo Singa Chowri también está cerca.

### Palacio de Fateh Prakash
Ubicado cerca del palacio de Rana Khumba, construido por Rana Fateh Singh, el recinto tiene casas modernas y un pequeño museo. También está cerca una escuela para niños locales (alrededor de 5000 aldeanos viven dentro del fuerte).

### Embalse de Gaumukh

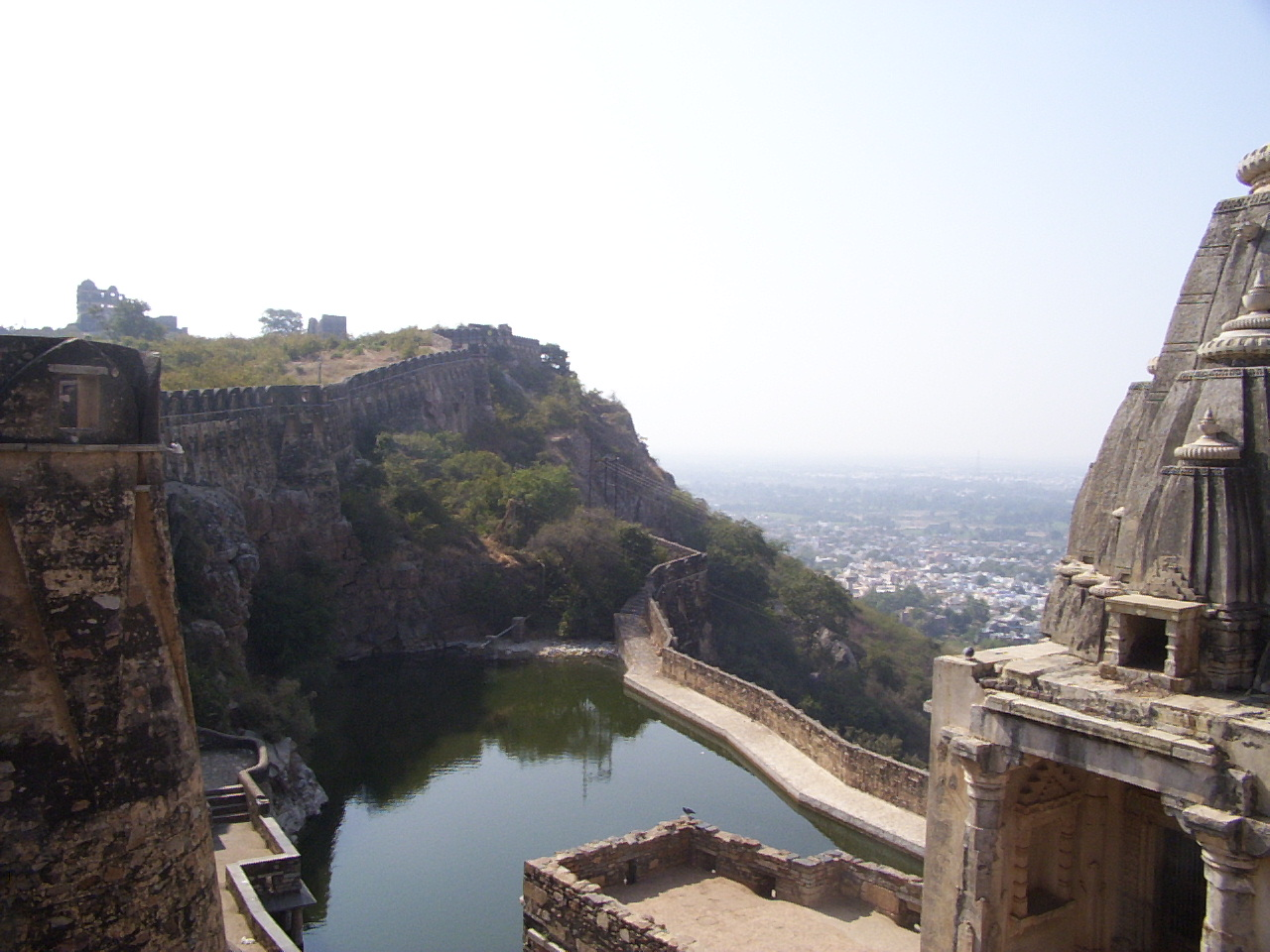
El embalse de Gaumukh

Un manantial alimenta el tanque desde la boca de una vaca tallada en el acantilado. Esta piscina fue la principal fuente de agua del fuerte durante los numerosos asedios. [4]
A spring feeds the tank from a carved cow's mouth in the cliff. This pool was the main source of water at the fort during the numerous sieges.

### Palacio de Padmini
El palacio de Padmini o palacio de Rani Padmini es un edificio blanco de tres pisos (una reconstrucción del original del siglo XIX). Se encuentra en la parte sur de la fortaleza. Chhatris (pabellones) coronan los techos del palacio y un foso de agua rodea el palacio. Este estilo del palacio se convirtió en el precursor de otros palacios construidos en el estado con el concepto de Jal Mahal (palacio rodeado de agua). Maharana Ratan Singh fue asesinado y Rani Padmini cometió el jauhar. La belleza de Rani Padmini ha sido comparada con la de Cleopatra y la historia de su vida es una leyenda eterna en la historia de Chittorgarh. Este palacio encuentra su referencia en algunos de los textos históricos de Mewar. Amar Kavyam menciona aquí el confinamiento de Mahmud Khilji-II, sultán de Malwa por Rana Sanga.  Maharana Udai Singh casó a su hija Jasma con Rai Singh de Bikaner. Se compuso una canción sobre la caridad realizada por Rai Singh, en la que se menciona que donó un elefante por cada peldaño de las escaleras del palacio de Padmini. Fue reparado por  Sajjan Singh.

### Otros lugares de interés

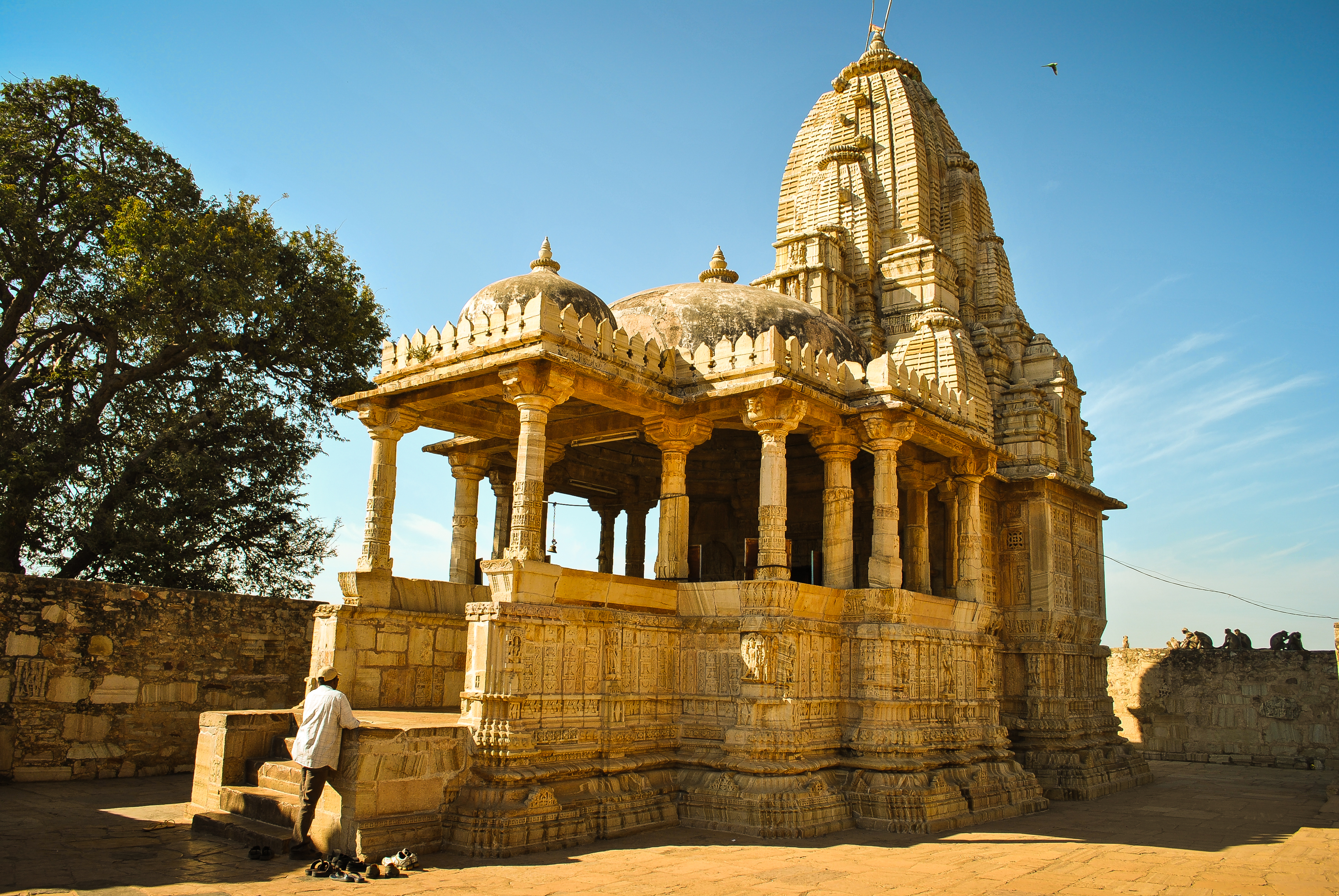
Templo de Meera, donde santa Mirabai oró a Krishna, iniciando su movimiento Bhakti. Fuerte de Chittorgarh, Rajastán

Cerca de Vijay Sthamba se encuentra el Templo Meera, o el Templo Meerabai. Rana Khumba lo construyó en un estilo arquitectónico indoario ornamentado. Está asociado con el santo poeta místico Mirabai, quien era una ferviente devota del Señor Krishna y dedicó toda su vida a Su adoración. Compuso y cantó bhajans líricos llamados Meera Bhajans. La leyenda popular asociada con ella es que con las bendiciones de Krishna, sobrevivió después de consumir el veneno que le envió su malvado cuñado. El templo más grande en el mismo recinto es el Templo Kumbha Shyam (Templo Varaha). [2] [3] [4] El pináculo del templo tiene forma de pirámide. Ahora se ha instalado en el templo una imagen de Meerabai rezando ante Krishna.[44]
Frente al palacio de Padmini se encuentra el templo de Kalika Mata. Originalmente, un Templo del Sol que data del siglo VIII dedicado a Surya (el dios del Sol) fue destruido en el siglo XIV. Fue reconstruido como un templo de Kali.
Otro templo en el lado oeste del fuerte es el antiguo Templo de la Diosa Tulja Bhavani construido por Banvir y dedicado a la diosa Tulja Bhavani. El  Tope Khana  (fundición de cañones) se encuentra junto a este templo en un patio, donde todavía se ven algunos cañones antiguos.

## Cultura
El fuerte y la ciudad de Chittorgarh albergan el mayor festival de Rajput llamado  "Jauhar Mela". Tiene lugar anualmente en el aniversario de uno de los  jauhars,  pero no se le ha dado un nombre específico. Generalmente se cree que conmemora el jauhar de Padmavati, que es el más famoso. Este festival se lleva a cabo principalmente para conmemorar la valentía de los antepasados de Rajput y los tres jauhars que sucedieron en el Fuerte de Chittorgarh. Una gran cantidad de Rajputs, que incluyen a los descendientes de la mayoría de las familias principescas, realizan una procesión para celebrar el Jauhar. También se ha convertido en un foro para expresar opiniones sobre la situación política actual del país.
Seis fuertes de Rajasthan, a saber, Amber Fort, Chittorgarh Fort, Gagron Fort, Jaisalmer Fort, Kumbhalgarh y Ranthambore Fort se incluyeron en la lista de sitios del Patrimonio Mundial de la UNESCO durante la 37ª reunión del Comité del Patrimonio Mundial en Phnom Penh en junio de 2013. Fueron reconocido como una propiedad cultural en serie y ejemplos de la arquitectura de la colina militar Rajput.
La Sociedad Kipling señala que la ciudad en ruinas de Cold Lairs de El libro de la selva de Rudyard Kipling, donde el protagonista Mowgli es llevado después de ser secuestrado por Bandar-log, posiblemente se basó en Chittorgarh Fort, que Kipling visitó personalmente. en 1887, y habría estado relativamente cerca de la cordillera Aravalli también ubicada en Rajasthan, el escenario original de Jungle Books antes de que Kipling lo cambiara a las colinas de Seoni en Madhya Pradesh.

## Galería

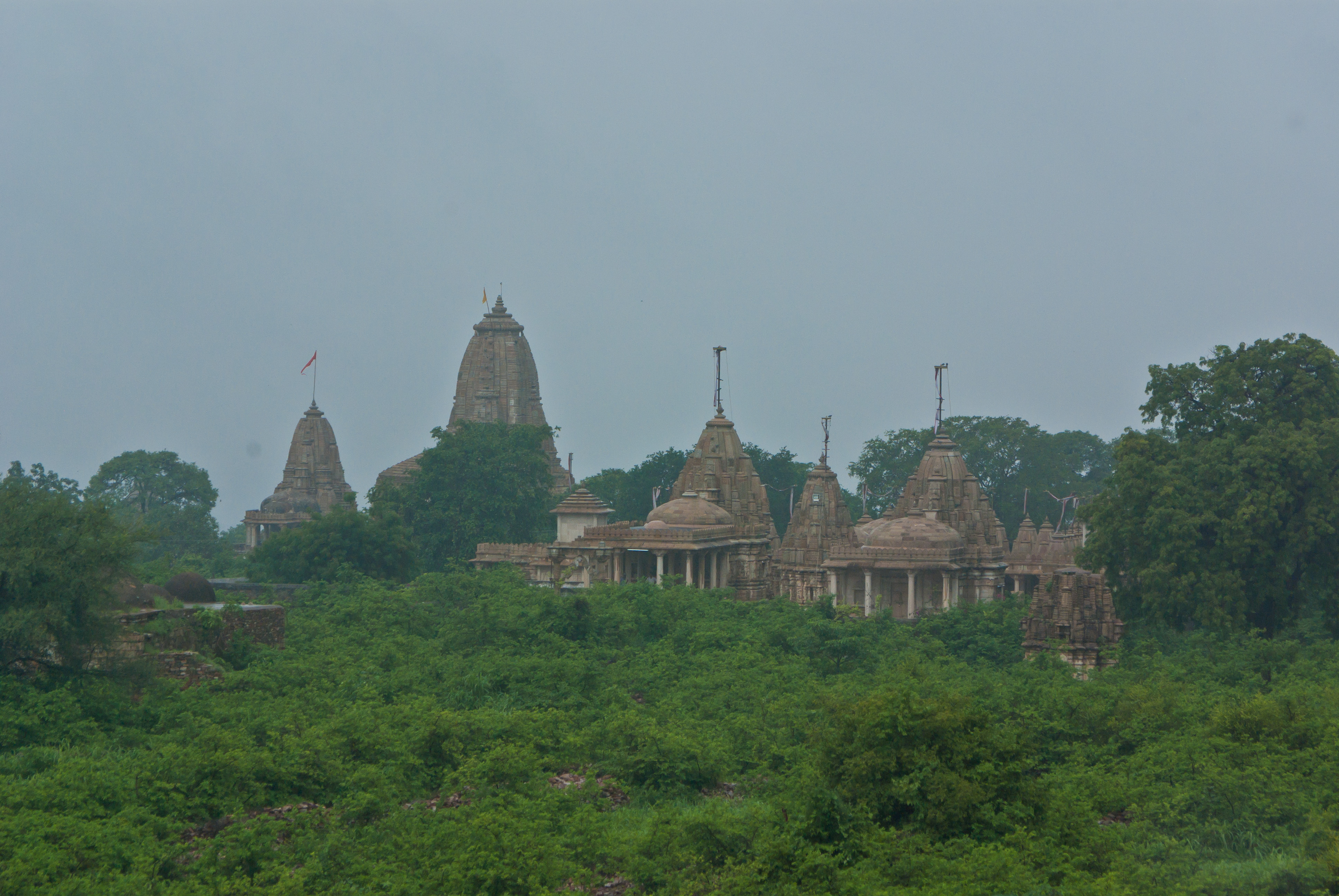
Panorámica con templos de Chittorgarh
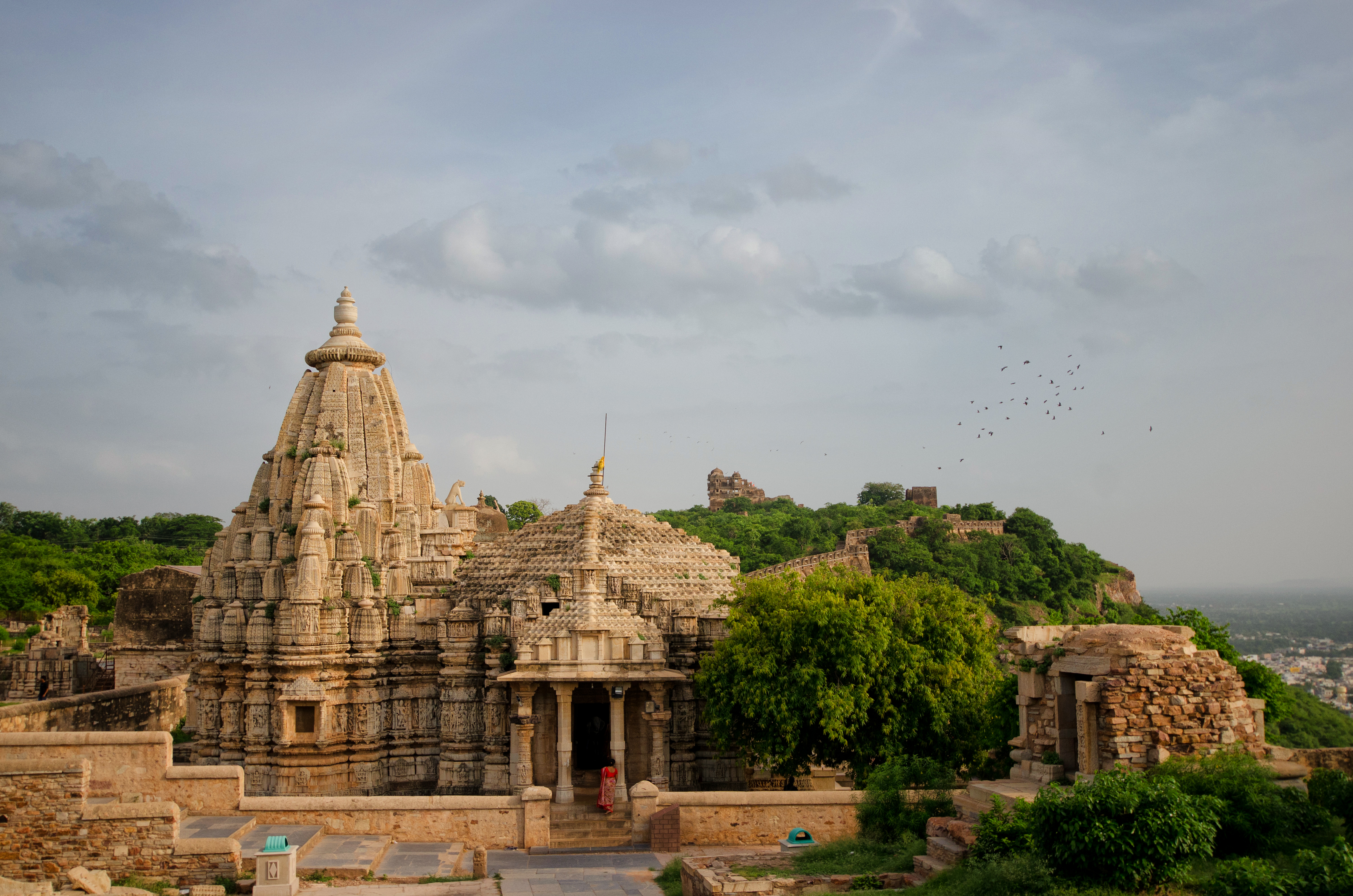
Templo Samadhishvara.
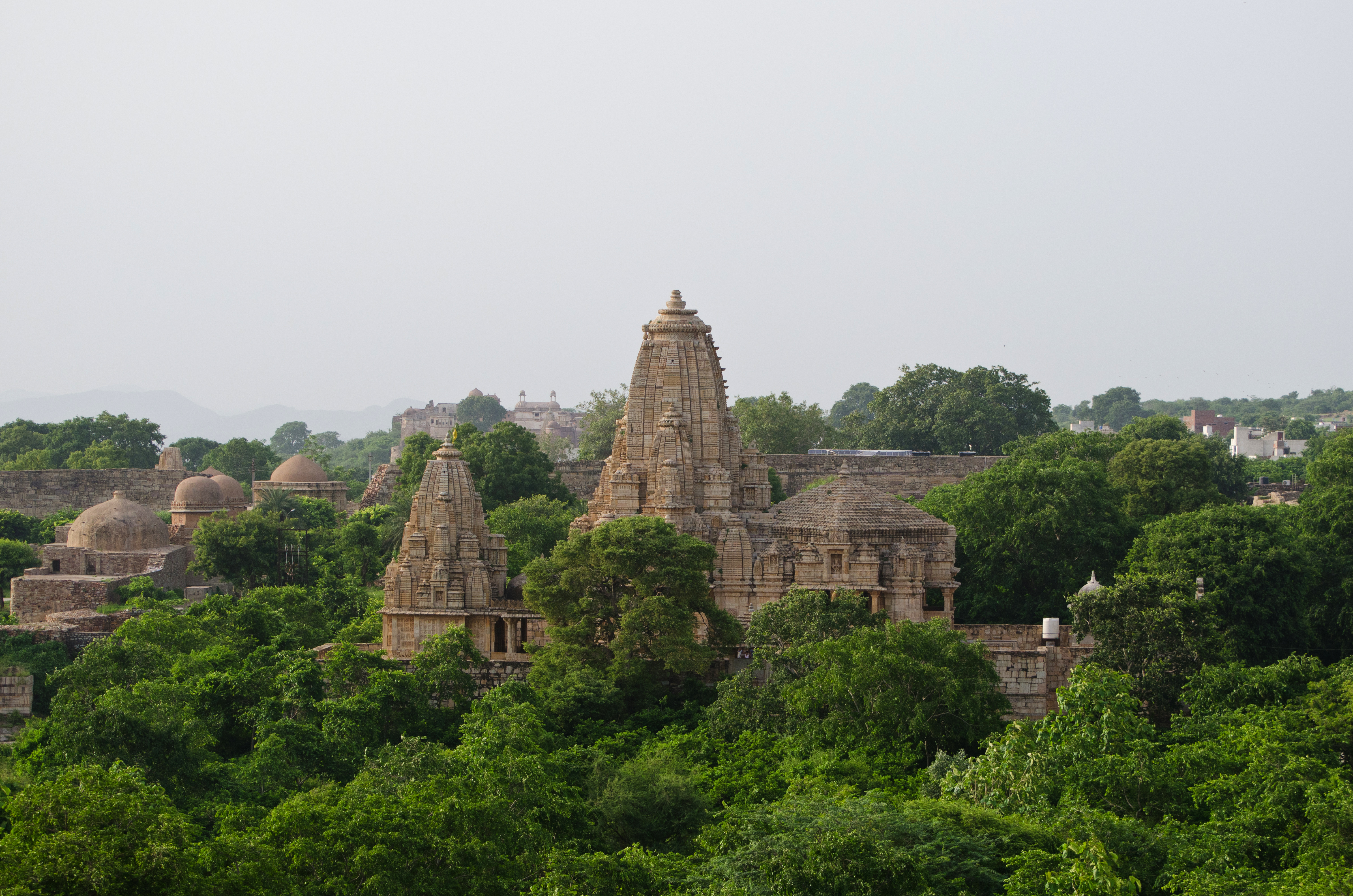
Templo Mirabai
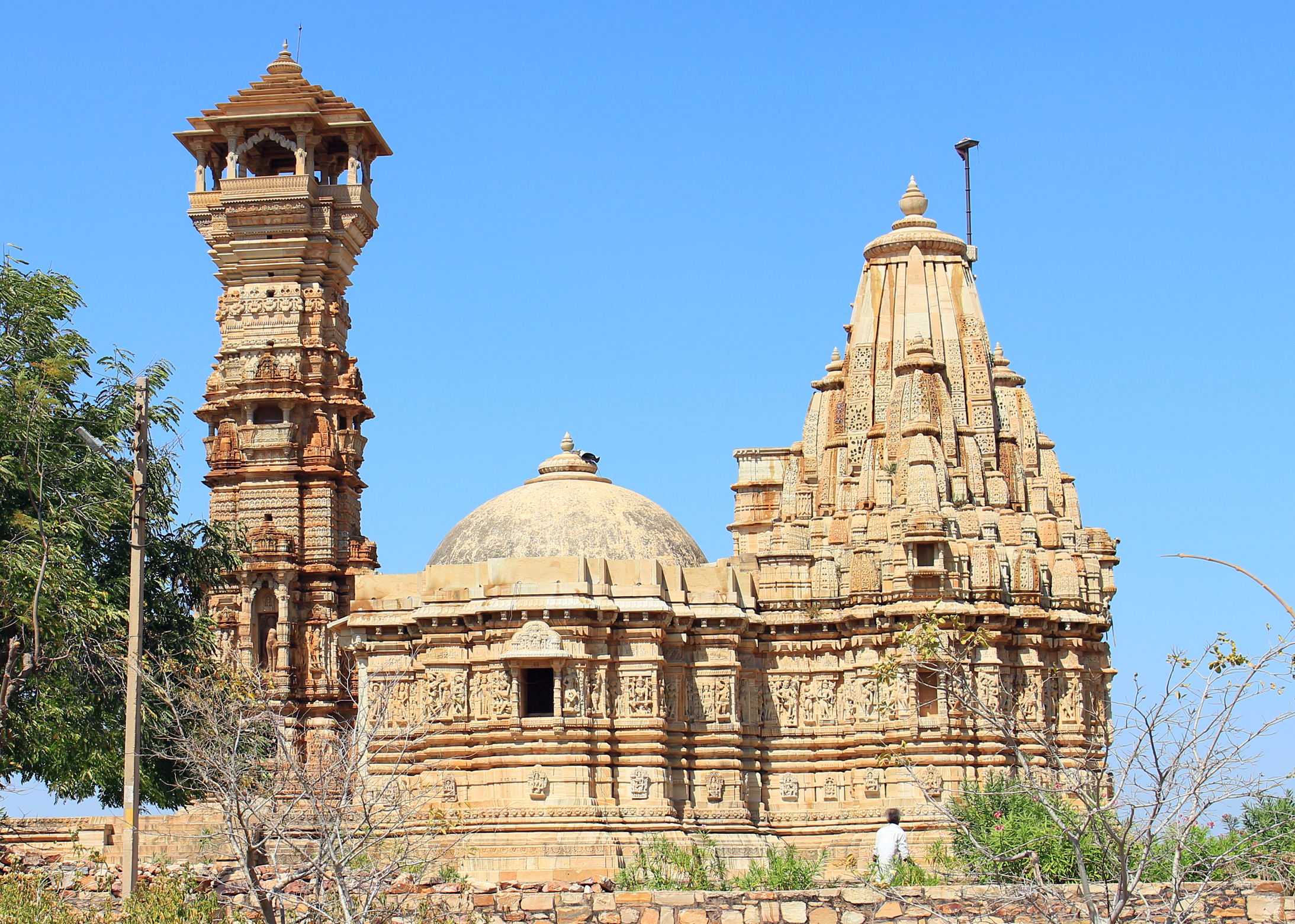